# Банда (Катанцаро)
Банда (итал. Banda) је насеље у Италији у округу Катанцаро, региону Калабрија.
Према процени из 2011. у насељу је живело 51 становника. Насеље се налази на надморској висини од 286 м.